# Bienvillers-au-Bois
Bienvillers-au-Bois település Franciaországban, Pas-de-Calais megyében. Lakosainak száma 665 fő (2022. január 1.). Bienvillers-au-Bois Berles-au-Bois, Monchy-au-Bois, Pommier, Saint-Amand, Souastre, Foncquevillers és Hannescamps községekkel határos.

## Népesség
A település népességének változása:
| Lakosok száma | 635  | 641  | 655  | 643  | 647  | 651  | 654  | 659  | 665  |
|               | 2013 | 2015 | 2016 | 2017 | 2018 | 2019 | 2020 | 2021 | 2022 |